# Foto de ativista de Manaus
A foto de ativista de Manaus é um registro fotográfico realizado pelo brasileiro Luiz Vasconcelos e que recebeu o prêmio internacional World Press Photo, considerado o maior prêmio de fotojornalismo do mundo. A foto foi publicada originalmente em 10 de março de 2008 no jornal A Crítica, na cidade brasileira de Manaus. Na imagem, uma mulher indígena enfrenta um batalhão de policiais em uma disputa por terras. Dado o impacto da fotografia, Vasconcelos ganhou a Comenda de Honra ao Mérito pela Assembleia Legislativa do Estado.

## Contexto
A imagem foi registrada num protesto ocorrido no bairro de Manaus chamado Lagoa Azul. Na ocasião, a Polícia Militar do estado do Amazonas foi chamada para expulsar um grupo de 200 sem-teto de uma faixa de terra privada na zona rural de Manaus, no qual havia 105 indígenas de sete etnias. A mulher indígena retratada é Valda Ferreira de Souza, indígena Sateré-Mawé então com 22 anos de idade.
| “                         | Hoje, quando eu olho aquelas fotos, me dá tristeza e remorso por terem feito isso com meu filho. Nem pensei em mim mesma, se eu estava grávida, esperando um filho. | ” |
| — Valda Ferreira de Souza | |   |